# Sovjetunionens luftvåben
Sovjetunionens luftvåben (russisk: Военно-воздушные силы СССР, tr. Vojenno-vozdusjnyje sily SSSR) var en af Sovjetunionens forsvarsgrene. 
Sovjetunionens luftvåben blev dannet af dele af den kejserlige russiske luftvåben i 1917 og opløstes sammen med Sovjetunionen i 1991-92. De tidligere sovjetiske flystyrkers aktiver blev efterfølgende opdelt i de tidligere sovjetrepublikkers luftvåben, herunder Den Russiske Føderations Luftvåben. Fra 1918 til 1924 hed luftvåbenet "Arbejdernes og Bøndernes Luftvåben"; fra 1924 til 1946 var navnet "Den Røde Hærs Luftvåben", og fra 1946 til 1991 Sovjetunionens luftvåben.
Før den kolde krig var luftvåbenet involveret i kampe i Den spanske borgerkrig, Slaget ved Khalkhin Gol, Den sovjetisk-finske krig og Den Store Fædrelandskrig. Under Anden Verdenskrig stod luftvåbenet sin store prøve. Senere var luftvåbnet uofficielt involveret i Koreakrigen.